# Serhij Tihipko
Serhij Leonidovytj Tihipko (ukrainska: Сергі́й Леоні́дович Тігі́пко; ryska: Серге́й Леони́дович Тиги́пко, Sergej Leonidovitj Tigipko), född 3 februari 1960 i Dragonesti, Moldaviska SSR, Sovjetunionen, är en ukrainsk oligark, politiker, och ekonom. Han var ekonomiminister i Ukraina 31 december 1999 – 5 juli 2000.
Tihipko var 1992 med om att grunda den ukrainska Privatbank som idag är en av landets största. Han är chef för Ukrainas centralbank 17 december 2002 – 16 december 2004. Han var också Swedbank-chef i Ukraina fram tills han i mars 2009 blev utnämnd till vice premiärminister. Swedbank gjorde honom till VD 2007 efter att ha köpt två av hans privata banker för fem miljarder kronor plus löfte om ytterligare två miljarder om försäljningen ökat till en viss nivå inom tre år.
Tihipko var Viktor Jusjtjenkos kampanjchef i presidentvalet 2004 och var tillsammans med Jusjtjenko partiet Vårt Ukrainas kandidat i presidentvalet 2010; båda var dock självnominerade. Tihipko fick 13,05 % av rösterna och blev trea i valet. Tihipko var medlem i det tidigare regeringspartiet Regionernas parti, men han blev som två andra självständiga kandidater presidentvalet 2014, Oleg Tsariov och Yuriy Boyko, utesluten ur partiet 7 april 2014.